# 馮劫
馮劫（？—前208年）是戰國時期秦人，在秦始皇時曾任御史大夫。
前208年，大將軍馮劫與其父右丞相馮去疾、左丞相李斯聯合向秦二世進諫，請求停建阿房宮及減省戍役以減輕民困。二世不從，命人把三人治罪，馮去疾與馮劫不願受辱，皆自殺死，李斯後來也被處死。